# Де Вёйст, Софи
Софи Де Вёйст (нидерл. Sofie De Vuyst, род. 2 апреля 1987, Зоттегем, Фламандский регион) — бельгийская шоссейная велогонщица, выступавшая на профессиональном уровне с 2006 по 2019 годы.

## Карьера

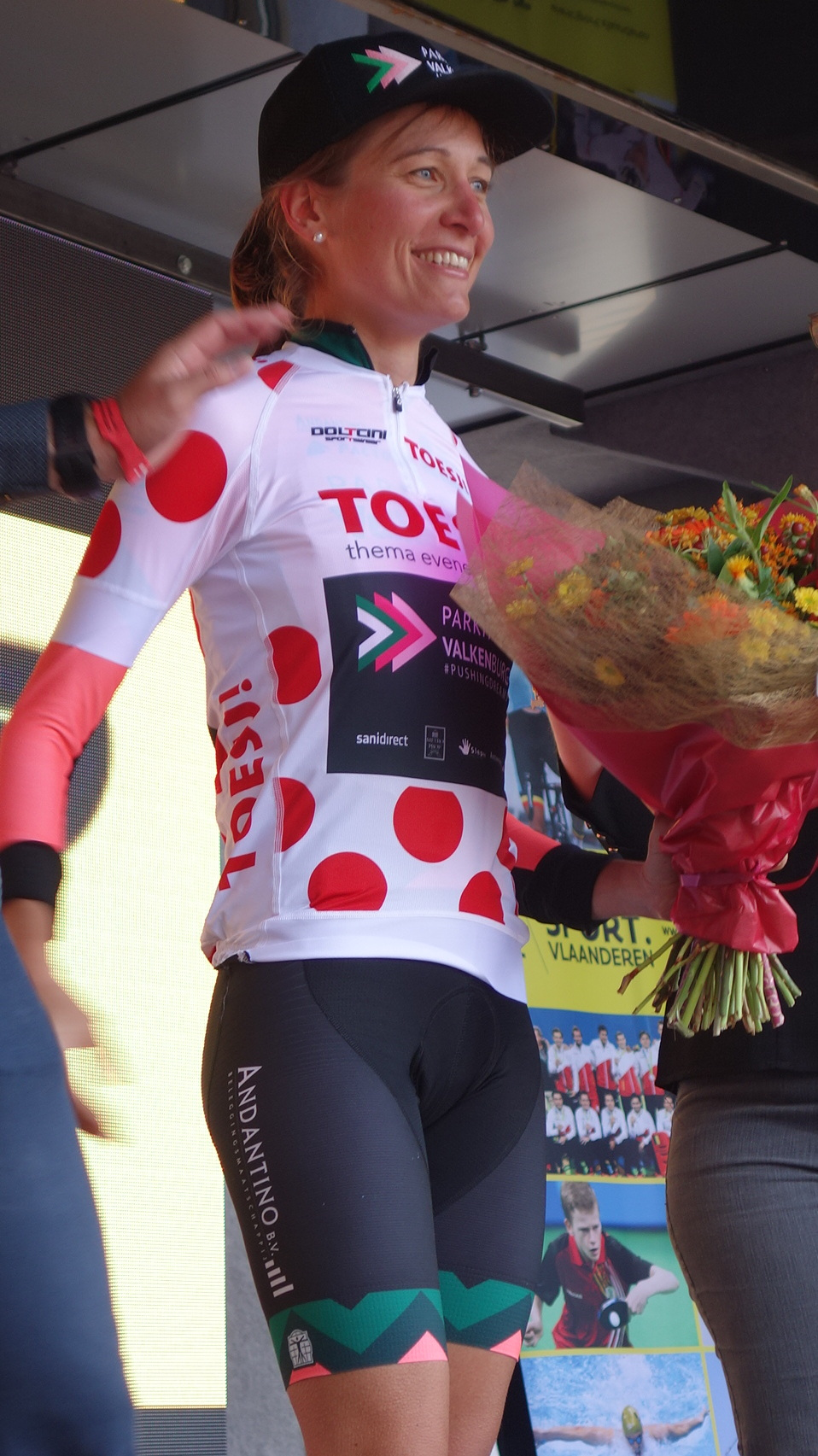
В майке горнго короля на Туре Бельгии 2019

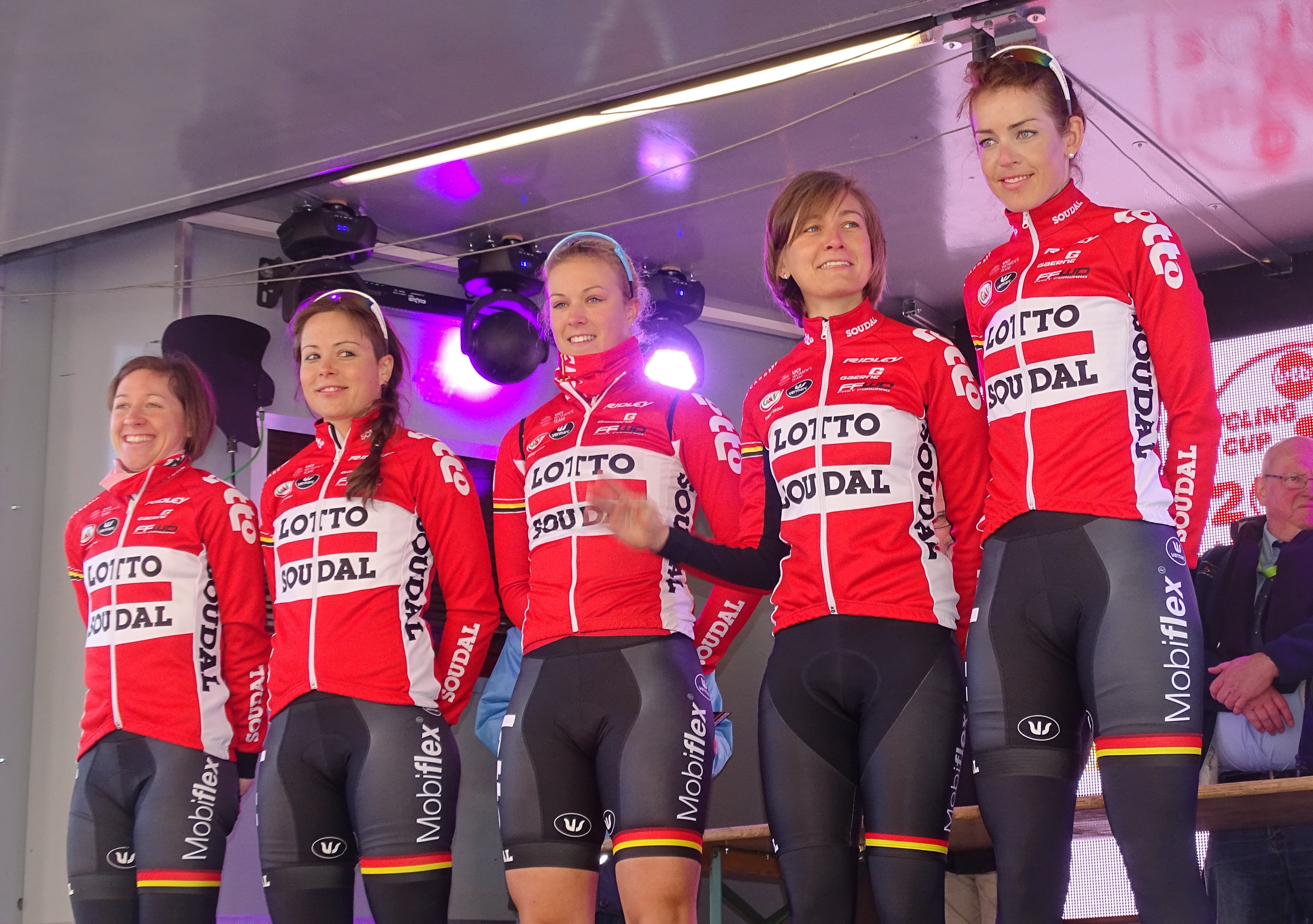
Команда Lotto-Soudal Ladies, Софи де Вёйст — вторая справа

Софи Де Вёйст посещала школу в Хиллегеме, а затем среднюю школу в Зоттегеме. После этого изучала право в Гентском университете. С 9 до 16 лет играла в футбол. В 17 лет начала заниматься велоспортом.
С 2010 по 2016 годы участвовала на чемпионате мира.
Трижды выиграла общий зачёт женского Кубка Бельгии — в 2013, 2014 и 2015 годах.
В 2018 году была создана гонка Фландерс Ледис Классик — Софи де Вёйст, названная в её честь, на которой она в 2019 году заняла второе место.
В конце июля 2019 года она была отобрана для участия в чемпионате Европы по шоссейному велоспорту. На нём она заняла четвёртое место в смешанной эстафете. Хорошие результаты позволили ей получить велосипедную награду «Женщина года Фландрии». 
Осенью 2019 года во время внесоревновательного контроля, через неделю после Тура Бельгии, где она финишировала седьмой в общем зачёте и выиграла горную классификацию, и перед чемпионатом мира по шоссейному велоспорту сдала допинг-тест. 26 ноября она объявила, что её допинг-проба дала положительный результат на экзогенный стероид Проба "В" также была положительной. Её команда немедленно отстранила её от участия в соревнованиях. 
В результате этого контракт, который она подписала на 2020 год с Mitchelton-Scott, был приостановлен, а сама она отстранена от участия в соревнованиях.

## Личная жизнь
Софи Де Вёйст состоит в отношениях с Бартом Де Клерком, бельгийским велогонщиком.

## Достижения
2011
2-я на Чемпионат Бельгии — групповая гонка
2012
2-я на Туре Бретани
2-я на Чемпионат Бельгии — индивидуальная гонка
2013
2-я на Эрондегемсе Пейл
3-я на Чемпионат Бельгии — групповая гонка
2014
3-я на Ле-Самен
3-я на Чемпионат Бельгии — групповая гонка
2015
3-я на Чемпионат Бельгии — групповая гонка
3-я на Чемпионат Бельгии — индивидуальная гонка
2018
Женский Тур — На приз Чешской Швейцарии
3-я в генеральной классификации
5-й этап
2019
Брабантсе Пейл
2-я на Классике Морбиана
2-я на Фландерс Ледис Классик — Софи де Вёйст
3-я на Эрондегемсе Пейл
Тур Бельгии
7-я в генеральной классификации
1-я в горная классификации

## Рейтинги
| Год                 | 2011 | 2012  | 2013 | 2014 | 2015  | 2016  | 2017  | 2018  | 2019 |
| ------------------- | ---- | ----- | ---- | ---- | ----- | ----- | ----- | ----- | ---- |
| Мировой рейтинг UCI | 48-й | 100-й | 83-й | 59-й | 115-й | 162-й | 148-й | 69-й  | 27-й |
| Мировой тур UCI     |      |       |      |      |       | 153-й | 89-й  | 121-й | 63-й |
|                     |      |       |      |      |       |       |       |       |      |
| Источник: UCI       |      |       |      |      |       |       |       |       |      |